# Stadio Letná
Lo stadio Letná è uno stadio di calcio situato a Zlín, nella Repubblica Ceca. Fu inaugurato nel 1993.